# De Lelie (Koudekerke)
De Lelie is een koren- en pelmolen in Koudekerke in de Nederlandse provincie Zeeland.
De molen werd in 1872 gebouwd nadat een voorganger in 1870 was afgebrand. In 1940 verloor de molen zijn wiekenkruis en bleef tot 1980 een kale romp met binnenwerk over. In dat jaar kocht de gemeente de molen aan. In 1981 en 1982 vond een uitvoerige restauratie plaats waarbij de molen weer compleet werd gemaakt. Ook later vonden nog diverse herstelwerkzaamheden plaats.
De molen is uitgerust met drie koppels maalstenen en een pelsteen. De roeden hebben een lengte van 23,40 meter en zijn voorzien van het Oudhollands hekwerk met zeilen. De huidige eigenaar is de gemeente Veere.